# موكا أوسون

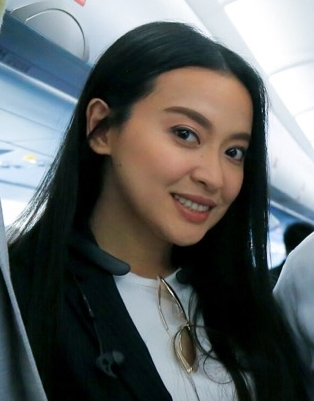
إستر مارغو جاستينيانو أوسون،والمعروفة باسم موكا أوسون

إستر مارغو جاستينيانو أوسون، (من مواليد 17 مايو) والمعروفة باسم موكا أوسون، مغنية وممثلة وراقصة وعارضة أزياء ومدونة سياسية ومسؤولة عامة مثيرة للجدل، معروفة على نطاق واسع بنشر الأخبار الكاذبة والمعلومات المضللة. هي أيضًا إحدى مؤسسي مجموعة فتيات موكا.
عملت أوسون عضوًا في مجلس مراجعة وتصنيف الأفلام والتلفزيون من يناير عام 2017 من خلال تعيينها كسكرتيرة مساعدة في مكتب عمليات اتصالات الرئاسة في مايو من نفس العام من قبل الرئيس الفلبيني، رودريغو دوتيرتي، كمكافأة لدعمها له في حملته الانتخابية الرئاسية. استقالت من منصبها في 3 أكتوبر عام 2018، بعد سلسلة من الزلات، رغم أن بعض المطّلعين قالوا إن قصر مالاكانانغ كان مسؤولًا عن طردها. في 30 سبتمبر عام 2019، أُعلن أن دوتيرتي قد عين أوسون نائبةً للمدير التنفيذي لإدارة رعاية العمال في الخارج، ما أثار غضب مستخدمي الإنترنت الفلبينيين.
نتيجةً لأدائها الفاضح مع فتيات موكا وكشفها عن صور شخصية، بما في ذلك المقالات ذات المحتوى الجنسي التي ألّفتها، اكتسبت أوسون سمعة سيئة. أثار منتقدوها تساؤلات حول كفاءتها الإدارية، بعد أن روجوت لأخبار كاذبة ومعلومات مضللة عبر مدونتها التي تحمل اسمها أثناء وجودها في المنصب، ما أكسبها لقب «ملكة الأخبار المزيفة».

## النشأة والتعليم
ولدت موكا أوسون في داغوبان في بانغاسينان، الفلبين. كان والدها، أوسكار أوسون، قاضيًا في المحكمة الابتدائية الإقليمية في بانغاسينان، واغتيل في سبتمبر عام 2002 في أسينغان، بانغاسينان. كانت والدتها، إستريليتا أوسون، طبيبة أطفال في داغوبان وناجية من سرطان الثدي. بسبب بشرة طفلتها الداكنة، كانت والدة أوسون تتلقى الكثير من الكعك والآيس كريم بنكهة الموكا كمزحة أو نكتة ودية، الأمر الذي ألهم لقب طفلتها.
تخرجت موكا أوسون بدرجة بكالوريوس العلوم في التقانة الطبية من جامعة القديس توماس في عام 1998. التحقت لاحقًا بكلية الطب والجراحة بالجامعة في عام 1999، لكنها غادرت خلال سنتها الثانية لتصبح عارضة أزياء احترافية ولمتابعة مهنة الغناء والرقص.

## مهنتها في الموسيقى والتمثيل

### الموسيقى والرقص
بدأت أوسون كمغنية وراقصة منفردة، إذ كانت تقدم عروضًا في الحانات داخل حاضرة مانيلا. أصبحت مشهورة بصورتها المثيرة بالإضافة إلى تصرفاتها الجريئة على المسرح التي تضمنت رقصات الحضن. أصبحت المغنية الرئيسية لفرقة الروك موكا ويذ سبين آرت.
في عام 2006، أجرت أوسون مع مديرها، اللورد بايرون كريستوبال، اختبار أداء أدى إلى تشكيل فرقة فتيات موكا، التي شملت هيرشي ديلاس ألاس وبيز لاكانليل وغريس أوراسيون وهارت دو غوزمان. صدر الألبوم الأول للفرقة، بعنوان أ تيست أوف موكا، في عام 2006 عن طريق شركة إكس إكس ريكوردز للتسجيلات. صدر بعدها ألبومهن الثاني، بعنوان موكا، في عام 2007 عن طريق شركة فيفا ريكوردز. صدر ألبومهن الثالث، ديليسيوزا، في عام 2008 أيضًا عن طريق فيفا ريكوردز. قدمن معًا عروضًا في أماكن مختلفة في جميع أنحاء الفلبين والولايات المتحدة ودبي وغوام.
في عام 2010، طرد مديرهم اللورد بايرون كريستوبال هيرشي ديلاس ألاس وبيز لاكانليل وغريس أوراسيون وهارت دو غوزمان بزعم تلقيهن المشروبات الكحولية واختلاطهن مع العملاء الذكور بعد حفلة موسيقية. شكلت ديلاس ألاس ولاكانليل وأوراسيون ودي غوزمان فيما بعد مجموعة فتيات منفصلة سُميت غيرلز إنك.
أسفر انفصال زميلاتها الأربعة عن مزيد من التطورات، مثل إصدار ألبوم رابع، بعنوان بيناي أكو، في عام 2012 عن طريق شركة بيلهاوس إنترتينمينت. تبع ذلك ذهاب فتيات موكا في جولة ضمن مختلف المدن الفلبينية وخارجها مثل الولايات المتحدة والمملكة المتحدة وكندا والإمارات العربية المتحدة والبحرين وماليزيا وكمبوديا وتايلاند وهونغ كونغ وسنغافورة.